# جیرسرنوده
جیرسرنوده، روستایی از توابع بخش مرکزی شهرستان صومعه‌سرا در استان گیلان ایران است.

## جمعیت
این روستا در دهستان ضیابر قرار دارد و براساس سرشماری مرکز آمار ایران در سال ۱۳۸۵، جمعیت آن ۱۵۹ نفر (۴۹خانوار) بوده‌است.